# Dobrá (Frýdek-místeki járás)
Dobrá település Csehországban, a Frýdek-místeki járásban. Dobrá Frýdek-Místek, Nošovice, Staré Město és Bruzovice településekkel határos. Lakosainak száma 3248 fő (2024. január 1.).

## Népesség
A település lakosságának változását az alábbi diagram mutatja:
| Lakosok száma | 1586 | 1783 | 2021 | 2568 | 2997 | 2931 | 3131 | 3158 | 3205 | 3248 |
|               | 1869 | 1890 | 1921 | 1950 | 1980 | 2001 | 2017 | 2019 | 2022 | 2024 |